# Konrad Reiss
Konrad F. Reiss (* 23. Dezember 1957 in Bartenstein; † 6. April 2005 in Südafrika) war Vorsitzender der Geschäftsführung (CEO) des IT-Dienstleisters  T-Systems.
Reiss studierte in Berlin und Erlangen-Nürnberg Betriebswirtschaftslehre. Innerhalb der Beratungsgruppe Gruber, Titze & Partner war er ab 1986 Mitbegründer und Geschäftsführer der GTP-International Human Resources Consultants, Institut für Information und Training. Nach dem Verkauf der Unternehmensgruppe an Cap Gemini war Konrad F. Reiss in der Cap-Gemini-Gruppe in verschiedenen Managementpositionen tätig. Im Jahr 2000 wechselte Reiss in den Vorstand der DaimlerChrysler Services AG. Dort war er verantwortlich für debis IT-Services. Seit Beginn des Jahres 2003 war Konrad Reiss Vorstandsmitglied der Deutschen Telekom, am 20. Januar 2003 wurde er Vorsitzender der Geschäftsführung von T-Systems International. Unter seiner Regie wurde Anfang 2005 die T-Systems neu aufgestellt und mit den beiden Einheiten „Business Services“ und „Enterprise Services“ stärker auf die beiden zentralen Kundensegmente ausgerichtet.
Während seines Osterurlaubs in Südafrika starb er an Herzversagen.
Reiss war verheiratet und hinterließ drei Kinder.